# Молодовое
Молодовое — село в Шаблыкинском районе Орловской области России. 
Административный центр Молодовского сельского поселения в рамках организации местного самоуправления, административный центр Молодовского сельсовета в рамках административно-территориального устройства.

## География
Расположено у восточных окраин райцентра, посёлка городского типа Шаблыкино, в 56 км к западу от центра города Орёл.

## Известные уроженцы
- Гринёв Николай Васильевич — подполковник Рабоче-крестьянской Красной Армии, участник Второй Мировой войны, Герой Советского Союза (1939).
- Зайцев Дмитрий Иванович — крестьянин, депутат Государственной думы I созыва от Орловской губернии, беспартийный.
- Глымов Антип Петрович - вор в законе из сериала Штрафбат.

## Население
| 2002 | 2010 |
| ---- | ---- |
| 449  | ↗465 |

Согласно результатам переписи 2002 года, в национальной структуре населения русские составляли 84 % от жителей.